# 拉巴斯 (墨西哥州市镇)
拉巴斯（西班牙語：La Paz），正式名称为拉巴斯自由市镇（Municipio Libre de La Paz），是墨西哥墨西哥州的一个市镇。它位于墨西哥州东部和墨西哥城东部，与其接壤，因此是墨西哥谷都市区的一部分。该市总面积为26.71平方公里，2005年人口普查显示人口为232,546人。它的市府在洛斯雷耶斯阿卡基爾潘。气候温和，夏季多雨，半湿润地区。它主要分布在两个地形区：东部低坡度的湖泊平原和坡度在 5% 到 25% 之间的 El Pino 火山区。唯一的水体是拉康帕尼亚河。

## 名称
该市获得拉巴斯（西班牙語：La Paz）的名字，是因为在前西班牙时期，与特拉托阿尼人在这个地方会面以签署和平协议。另一说法，在《墨西哥州年鉴》指出，这个名字可能是由于“传统的寂静之地”。